# Stanje nacije
Stanje nacije hrvatska je informativna televizijska emisija koja se prikazuje od 20. svibnja 2022. na RTL televiziji.

## Povijest
Novinar Zoran Šprajc najavio je odlazak s mjesta glavnoga urednika emisije RTL Direkt koju je uređivao od 2015. godine.
U svibnju 2022. objavio je da će ime nove emisije biti Stanje nacije, no bez navođenja nadnevka prikazivanja prve emisije.
Tjedan dana kasnije, objavljeno je kako prva emisija kreće s prikazivanjem 20. svibnja 2022.

## Pregled emisije
Emisija je na RTL-ovom kanalu na YouTubeu objavila epizodu u dva dijela, koja nije prikazana na televiziji, pod nazivom Vodič za preživljavanje ljeta u Hrvatskoj, 1. dio je objavljen 29. srpnja, a 2. dio 14. kolovoza. Druga sezona imala je ljetnu pauzu od 15. srpnja do kraja kolovoza, a nastavila je s prikazivanjem 1. rujna 2023. Treća sezona počela je 2. veljače, s početkom drugog djela 27. rujna.  Četvrta sezona počela je 7. veljače. 
| Sezona | Sezona | Epizode | Prvo prikazivanje | Prvo prikazivanje  |
| Sezona | Sezona | Epizode | Premijera         | Finale             |
| ------ | ------ | ------- | ----------------- | ------------------ |
|        | 1.     | 24      | 20. svibnja 2022. | 16. prosinca 2022. |
|        | 2.     | 38      | 3. veljače 2023.  | 15. prosinca 2023. |
|        | 3.     | 17      | 2. veljače 2024.  | 13. prosinca 2024. |
|        | 4.     | –       | 7. veljače 2025.  | –                  |

## Uredništvo
Stalni članovi uredništva trenutno su, uz Zorana Šprajca, Borna Sor (od 2022.) kao glavni scenarist i pomoćni urednik, Anamarija Matijaš (od 2023.) kao kreativna producentica i Siniša Mareković Car (od 2022.) kao grafičar. 

### Ostali članovi redakcije
- Boris Rašeta – scenarist
- Jan Štih – grafički animator, video montažer i snimatelj,
- Vanja Bahilj – scenaristica i dopisnica,
- Nina Kukec – video producentica,
- Josip Šarić – novinar
- Ladislav Tomičić – scenarist
- Bernard Perić (Gitak TV) – glumac i komičar

### Bivši suradnici
- Lada Marinović i Miro Lujić (producenti od 2022. – 2023.)
- Boris Rašeta (novinar, 2022. – 2024.)
- Tomislav Fiket (2023. – 2024.)
- Andrea Solar (video producentica, 2023. – 2024.)
- Asim Ugljen (glumac, od 2022. do 2024.)
- Rudi Pavlović (komičar, u 2024.)
- Marko Cindrić (glumac, 2022.)
- Goran Vinčić (komičar, 2022. – 2023.)
- Danko Adžić (komičar, 2022. – 2023.)

## Nagrade i priznanja
- 2025. Stanje nacije je nominirano za TV emisiju 2024. godine na Večernjakovoj ruži [7]
- 2024. Zoran Šprajc osvaja Zlatni studio za najboljeg voditelja [8]
- 2023. Stanje nacije osvaja Zlatni studio za najbolju emisiju [9]

## Vanjske poveznice
- Službena stranica na rtl.hr
- Stanje nacije na YouTubeu
- Stanje nacije u internetskoj bazi filmova IMDb-a
- Stanje nacije službeni TikTok Stanja nacije
- Stanje nacije službeni Facebook Stanja nacije